# Hovuniform

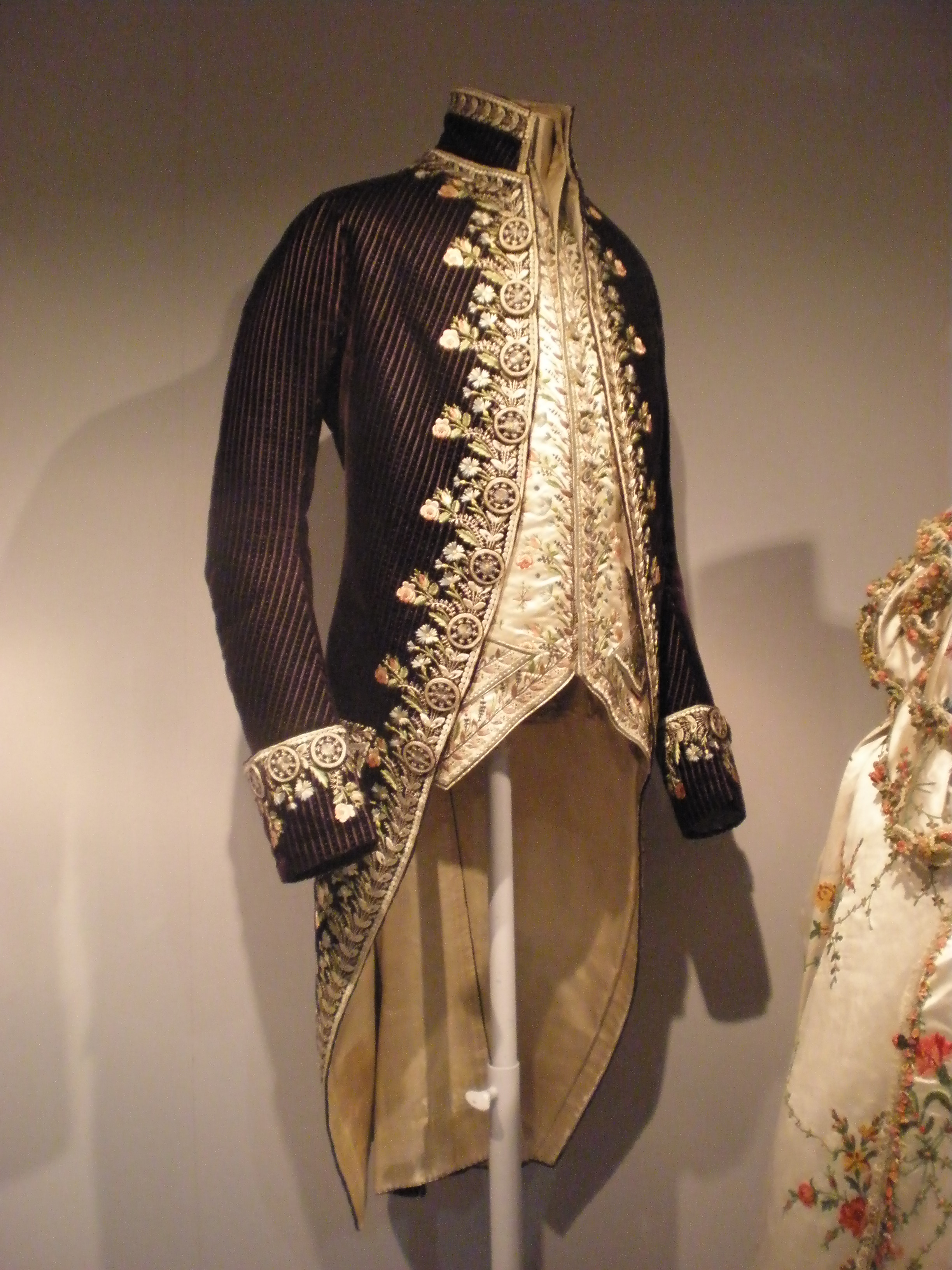
Brittisk eller fransk hovuniform från tidigt 1800-tal.

Hovuniform är en uniform som bärs av ämbetsmän och tjänstemän vid ett hov. Kvinnliga hovfunktionärer bär hovdräkt. Lägre personal bär livré. 

## Hovuniform i Sverige
I Sverige används sedan 1954 två typer av hovuniformer vid Kungliga Hovstaterna:
Stor hovuniform modell A, består av en mörkblå öppen frackrock med guldknappar samt guldbroderade ärmuppslag, ficklock och ståndkrage. Till den stora hovuniformen bärs svart bicorne med vit eller svart plym. Den infördes vid Karl XIV Johans tronbestigning 1818. Stora hovuniformer bärs bland annat av riksmarskalken, hovmarskalker, ceremonimästare och kammarherrar. Till uniformen kommer olika ämbetstecken som ämbetsstavar. Kammarherrarna har en förgylld nyckel på blå rosett vid ena sidans rockskört.
Hovstallmästaren bar vapenrock med ljusblått kläde med vita passpoaler och vitt foder samt svart eller vit hängande plym i hatten.  
Hovjägmästare bar vapenrock av mörkgrönt kläde och svart hatt med svart eller grön hängande plym. 
Ståthållare på de kungliga slotten bar vapenrock av mörkblått kläde med gula passpoaler och hatt med svart eller vit hängande plym. 
Livmedici bar uniformer liknande stor hovuniform men med guldbroderi med Linnea borealis på krage och ärmuppslag. Hovtandläkare bar mörkblå frack med ståndkrage i violett sammet, i övrigt lik lilla hovuniformen.
Chifferfrack och består av en mörkblå frack med nedvikt krage klädd i lila sammet och knappar av guld med monarkens monogram. Införd år 1910 av Gustaf V. Den har sitt ursprung i den lilla hovuniformen som bestod av en öppen frack av mörkblått kläde med svart sidenfoder, fällkrage och ärmuppslag av violett sammet. Den var i sin tur influerad av den av Karl XIII införda Hagadräkten.

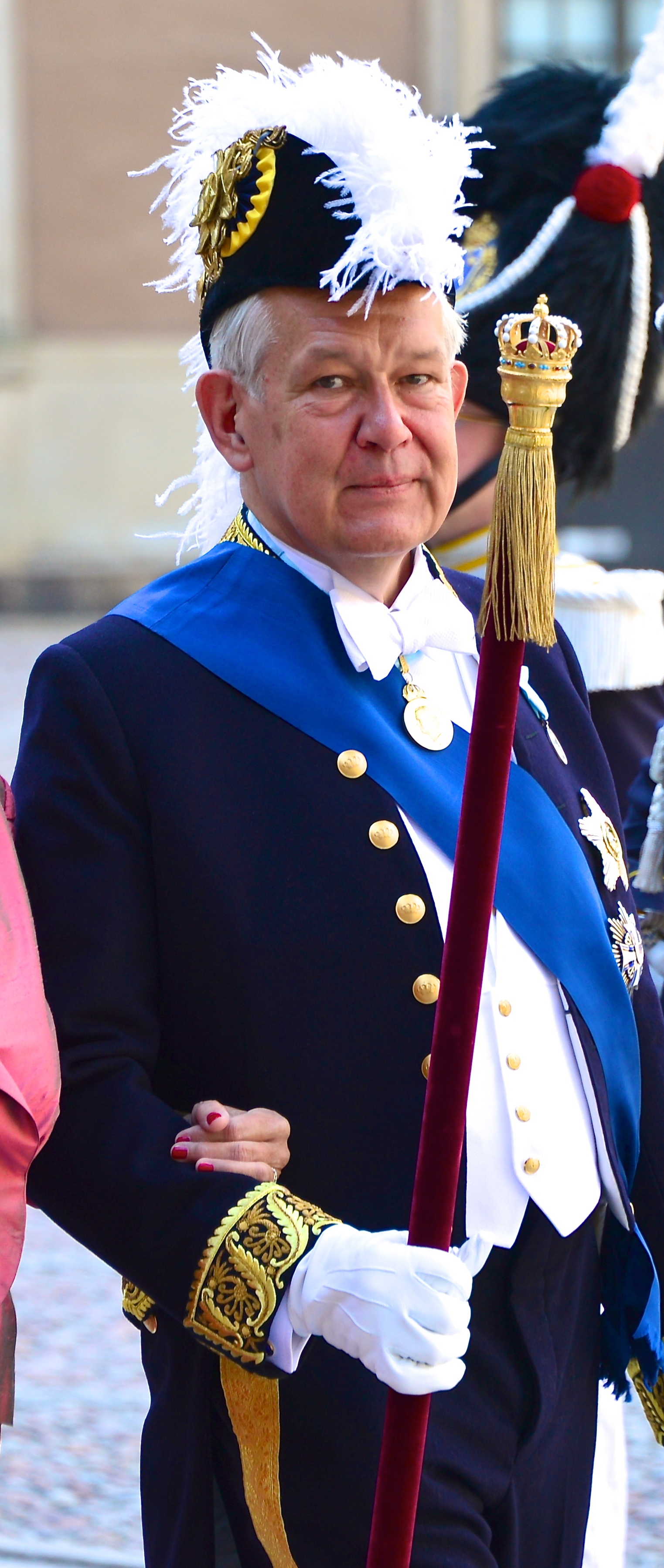
Riksmarskalk Svante Lindqvist iklädd stor hovuniform 8 juni 2013.
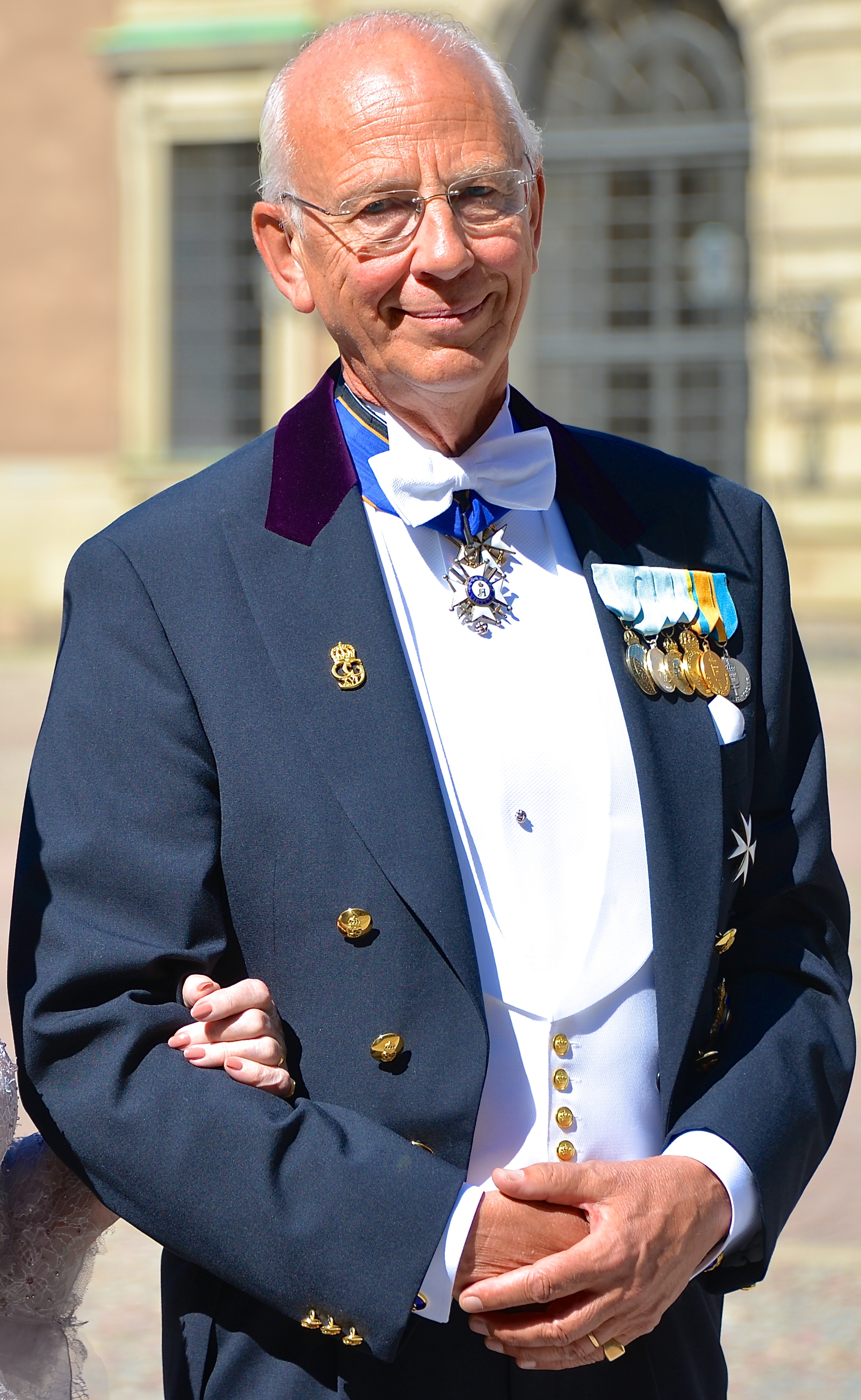
Kommendör Gustaf von Hofsten i chifferfrack 8 juni 2013.
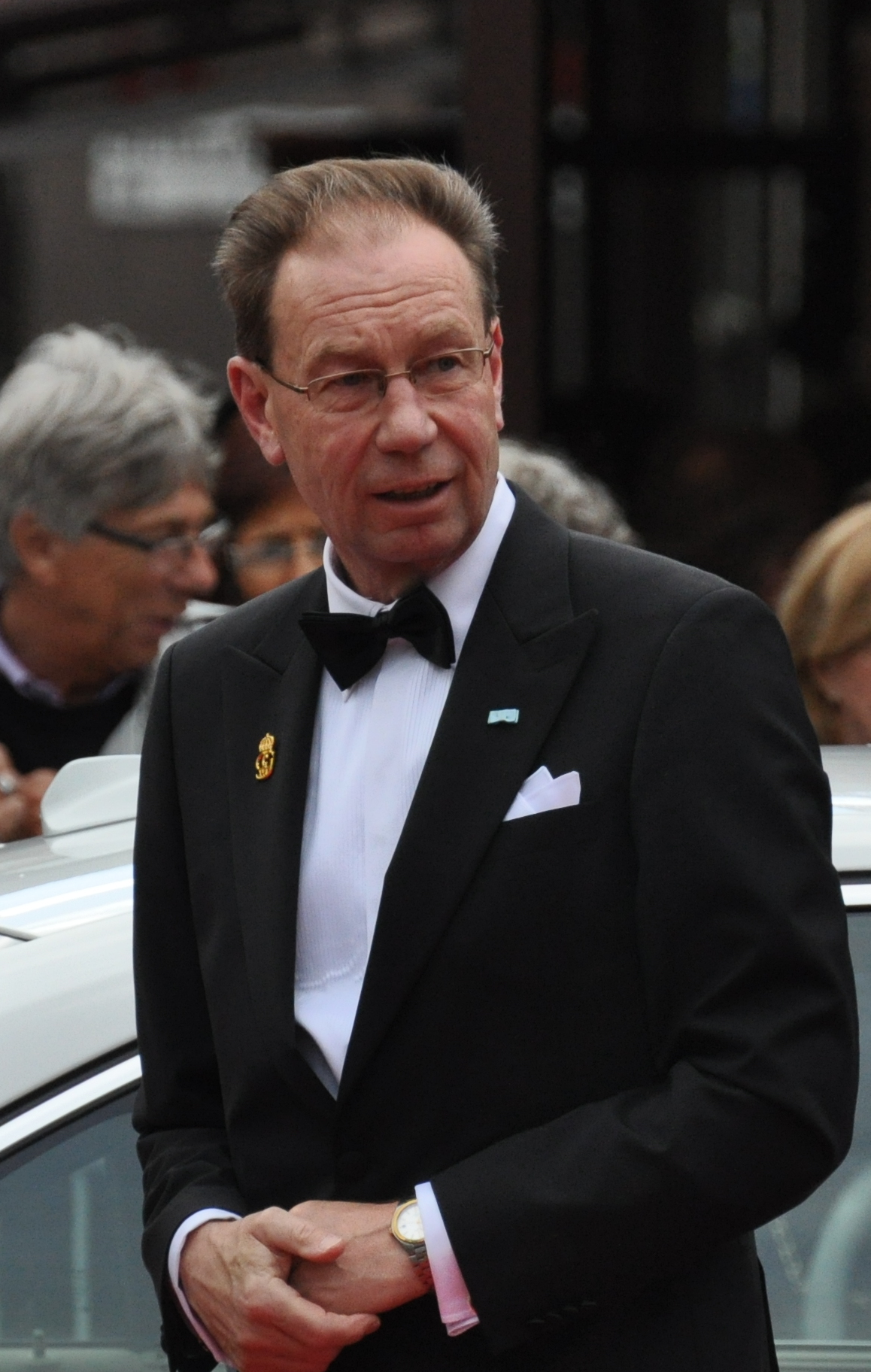
Vice ceremonimästare Kurt Svensson med kung Carl XVI Gustafs namnchiffer på slaget.

Konungens namnchiffer i gulmetall bärs till kavaj av hovpersonal som verkar i direkt närhet till Kungen.
Drottningens namnchiffer i gulmetall på serafimerblå rosett bärs till kavaj eller motsvarande av Drottningens hovdamer.
Konungens och Drottningens kombinerade namnchiffer i gulmetall på serafimerblå rosett bärs till kavaj eller motsvarande av Överhovmästarinnan.